# Hicham Berrada
Pour les articles homonymes, voir Berrada.
Hicham Berrada, né le 12 mai 1986 à Casablanca (Maroc), est un artiste plasticien franco-marocain. En s'appuyant sur des expérimentations scientifiques, il produit des vidéos, des sculptures, des performances et des installations. 
Il compare sa démarche à celle d'un peintre dont les pigments et pinceaux seraient remplacés par le choix de différents paramètres (température, luminosité et viscosité, etc) pour enclencher des phénomènes. Son travail est ainsi décrit comme une collaboration entre intervention humaine et processus naturels.

## Biographie
Il entreprend en 2006 des études aux Beaux-arts à Paris. En 2011, il intègre Le Fresnoy.
Hicham Berrada est spécialisé dans la création de formes en constante évolution, relevant de l'Art in progress, en utilisant des produits chimiques, tels que des silicates, des carbonates et des sulfates, qui réagissent et précipitent dans des cuves en verre (sortes de béchers) de quelques litres de solutions « maison », ou dans un « bassin » de cinq mille litres d'eau (œuvre Arche, 2013). Ces formes en mouvement dépendent des conditions expérimentales (nature et concentrations des réactifs, température, etc.). 
Ses créations s'appuient sur des connaissances en sciences (chimie, physique des fluides, nanosciences, etc.). Il peut être amené à collaborer avec un laboratoire de recherche[source insuffisante].
L'« artiste-laborantin » développe une pratique qui englobe l'installation, la performance, la vidéo, le son et la photographie.
En septembre 2013, Hicham Berrada est pensionnaire de la villa Médicis. 
Pendant l'été 2019, il est en résidence à Lens et expose au Louvre-Lens, au sein du Pavillon de verre. Il est représenté par la galerie Kamel Mennour.

## Distinctions
- Chevalier de l'ordre des Arts et des Lettres (2023)

## Récompenses
- 2020 : Nommé au prix Marcel Duchamp 2020[10]
- 2013 : Lauréat du prix Talent d'eau de la Fondation François Schneider, catégorie Installation, pour son œuvre Natural Process Activation #1 Arche de Miller, 2011-2012[11]
- 2013 : Lauréat du prix des Nouvelles écritures de la SCAM[12]
- 2011 : Finaliste du Talent d'eau de la Fondation François Schneider
- 2010 : Lauréat du prix des amis des Beaux-arts de la Fondation Bernar Venet